# Diskografie One Direction
Toto je seznam vydané diskografie anglicko-irské chlapecké hudební skupiny One Direction.

## Alba

### Studiová alba
| Název             | Detaily o albu                                               | Umístění v hitparádách | Umístění v hitparádách | Umístění v hitparádách | Umístění v hitparádách | Umístění v hitparádách | Umístění v hitparádách | Umístění v hitparádách | Umístění v hitparádách | Umístění v hitparádách | Umístění v hitparádách | Prodeje                                      | Certifikace |
| Název             | Detaily o albu                                               | UK                     | AUS                    | BEL                    | CAN                    | IRE                    | ITA                    | NZ                     | POR                    | SWE                    | US                     | Prodeje                                      | Certifikace |
| ----------------- | ------------------------------------------------------------ | ---------------------- | ---------------------- | ---------------------- | ---------------------- | ---------------------- | ---------------------- | ---------------------- | ---------------------- | ---------------------- | ---------------------- | -------------------------------------------- | --- |
| Up All Night      | - Vydáno: 18. listopadu 2011 - Vydavatelství: Syco, Columbia | 2                      | 1                      | 7                      | 1                      | 1                      | 1                      | 1                      | 3                      | 1                      | 1                      | - UK: 1,180,000 - US: 2,095,000              | - BPI: 4× Platinum - AFP: Platinum - ARIA: 5× Platinum - FIMI: 2× Platinum - GLF: Platinum - IRMA: 3× Platinum - MC: 6× Platinum - RIAA: 3× Platinum - RMNZ: 5× Platinum                   |
| Take Me Home      | - Vydáno: 9. listopadu 2012 - Vydavatelství: Syco, Columbia  | 1                      | 1                      | 1                      | 1                      | 1                      | 1                      | 1                      | 1                      | 1                      | 1                      | - UK: 1,110,000 - IRE: 8,200 - US: 2,043,000 | - BPI: 4× Platinum - AFP: 2× Platinum - ARIA: 3× Platinum - BEA: Gold - FIMI: 3× Platinum - GLF: 2× Platinum - IRMA: 3× Platinum - MC: 3× Platinum - RIAA: 3× Platinum - RMNZ: 4× Platinum |
| Midnight Memories | - Vydáno: 25. listopadu 2013 - Vydavatelství: Syco, Columbia | 1                      | 1                      | 1                      | 1                      | 1                      | 3                      | 2                      | 1                      | 1                      | 1                      | - UK: 980,000 - IRE: 10,400 - US: 1,552,000  | - BPI: 3× Platinum - AFP: Platinum - ARIA: 3× Platinum - BEA: Gold - FIMI: 3× Platinum - GLF: 2× Platinum - IRMA: 3× Platinum - MC: 2× Platinum - RIAA: 3× Platinum - RMNZ: 3× Platinum    |
| Four              | - Vydáno: 17. listopadu 2014 - Vydavatelství: Syco, Columbia | 1                      | 1                      | 1                      | 1                      | 1                      | 1                      | 1                      | 1                      | 1                      | 1                      | - UK: 706,000 - CAN: 98,000 - US: 1,064,000  | - BPI: 3× Platinum - AFP: Platinum - ARIA: 2× Platinum - FIMI: 3× Platinum - GLF: Platinum - MC: Platinum - RIAA: Platinum - RMNZ: 3× Platinum                                             |
| Made in the A.M.  | - Vydáno: 13. listopadu 2015 - Vydavatelství: Syco, Columbia | 1                      | 2                      | 1                      | 2                      | 1                      | 1                      | 2                      | 1                      | 2                      | 2                      | - UK: 546,000 - US: 853,000                  | - BPI: 2× Platinum - AFP: Gold - ARIA: 2× Platinum - FIMI: 2× Platinum - GLF: Gold - MC: Platinum - RIAA: 2× Platinum - RMNZ: 3× Platinum                                                  |

### Video alba
| Název                                                                                   | Detaily o albu                                             | Umístění v hitparádách | Umístění v hitparádách | Umístění v hitparádách | Umístění v hitparádách | Prodeje                   | Certifikace                                                                   |
| Název                                                                                   | Detaily o albu                                             | UK                     | AUS                    | CAN                    | US                     | Prodeje                   | Certifikace                                                                   |
| --------------------------------------------------------------------------------------- | ---------------------------------------------------------- | ---------------------- | ---------------------- | ---------------------- | ---------------------- | ------------------------- | ----------------------------------------------------------------------------- |
| One Direction: Up All Night – The Live Tour                                             | - Vydáno: 28. května 2012 - Vydavatelství: Syco, Columbia  | 6                      | 1                      | 1                      | 1                      | - UK: 61,000 - US: 76,000 | - BPI: 2× Platinum - ARIA: 10× Platinum - MC: 6× Platinum - RIAA: 5× Platinum |
| One Direction: Where We Are – The Concert Film                                          | - Vydáno: 1. prosince 2014 - Vydavatelství: Syco, Columbia | 1                      | 1                      | —                      | 1                      |                           | - BPI: 2× Platinum - ARIA: 4× Platinum - RIAA: Platinum                       |
| "—" značí, že se nahrávka neumístila v hitparádách nebo v tomto území ani nebyla vydána |                                                            |                        |                        |                        |                        |                           |                                                                               |

## Extended play
| Název                                                                                   | Detaily o extended play                               | Umístění v hitparádách | Umístění v hitparádách | Prodeje      |
| Název                                                                                   | Detaily o extended play                               | FRA                    | US                     | Prodeje      |
| --------------------------------------------------------------------------------------- | ----------------------------------------------------- | ---------------------- | ---------------------- | ------------ |
| iTunes Festival: London 2012                                                            | - Vydáno: 20. září 2012 - Vydavatelství: Syco Records | —                      | 140                    | - US: 17,000 |
| Live While We're Young                                                                  | - Vydáno: 28. září 2012 - Vydavatelství: Syco         | 73                     | —                      |              |
| Best Song Ever (from "This Is Us")                                                      | - Vydáno: 19. července 2013 - Vydavatelství: Syco     | —                      | —                      |              |
| Midnight Memories                                                                       | - Vydáno: 7. března 2014 - Vydavatelství: Syco        | —                      | —                      |              |
| You & I                                                                                 | - Vydáno: 23. května 2014 - Vydavatelství: Syco       | —                      | —                      |              |
| Perfect                                                                                 | - Vydáno: 22. října 2015 - Vydavatelství: Syco        | —                      | —                      |              |
| Acoustic                                                                                | - Vydáno: 23. července 2020 - Vydavatelství: Syco     | —                      | —                      |              |
| Live                                                                                    | - Vydáno: 23. července 2020 - Vydavatelství: Syco     | —                      | —                      |              |
| Rarities                                                                                | - Vydáno: 23. července 2020 - Vydavatelství: Syco     | —                      | —                      |              |
| Remixes                                                                                 | - Vydáno: 23. července 2020 - Vydavatelství: Syco     | —                      | —                      |              |
| "—" značí, že se nahrávka neumístila v hitparádách nebo v tomto území ani nebyla vydána |                                                       |                        |                        |              |

## Singly

### Jako hlavní umělec
| Název                                                                                   | Rok  | Umístění v hitparádách | Umístění v hitparádách | Umístění v hitparádách | Umístění v hitparádách | Umístění v hitparádách | Umístění v hitparádách | Umístění v hitparádách | Umístění v hitparádách | Umístění v hitparádách | Umístění v hitparádách | Prodeje                         | Certifikace | Album             |
| Název                                                                                   | Rok  | UK                     | AUS                    | BEL (Fl)               | CAN                    | DEN                    | IRE                    | NL                     | NZ                     | SWE                    | US                     | Prodeje                         | Certifikace | Album             |
| --------------------------------------------------------------------------------------- | ---- | ---------------------- | ---------------------- | ---------------------- | ---------------------- | ---------------------- | ---------------------- | ---------------------- | ---------------------- | ---------------------- | ---------------------- | ------------------------------- | --- | ----------------- |
| "What Makes You Beautiful"                                                              | 2011 | 1                      | 7                      | 8                      | 7                      | 26                     | 1                      | 63                     | 2                      | 29                     | 4                      | - UK: 1,940,000 - US: 4,888,000 | - BPI: 3× Platinum - ARIA: 13× Platinum - BEA: Gold - GLF: 4× Platinum - IFPI DEN: Gold - MC: 8× Platinum - RIAA: 4× Platinum - RMNZ: 5× Platinum | Up All Night      |
| "Gotta Be You"                                                                          | 2011 | 3                      | —                      | —                      | —                      | —                      | 3                      | —                      | —                      | —                      | —                      | - UK: 59,461                    | - BPI: Silver - ARIA: Gold | Up All Night      |
| "One Thing"                                                                             | 2012 | 9                      | 3                      | 37                     | 17                     | —                      | 6                      | 72                     | 16                     | —                      | 39                     | - UK: 154,000 - US: 1,637,000   | - BPI: Gold - ARIA: 5× Platinum - GLF: Platinum - MC: 3× Platinum - RIAA: Platinum - RMNZ: Gold                                                   | Up All Night      |
| "More Than This"                                                                        | 2012 | 86                     | 49                     | —                      | —                      | —                      | 39                     | —                      | —                      | —                      | —                      |                                 | - ARIA: Platinum - RMNZ: Gold | Up All Night      |
| "Live While We're Young"                                                                | 2012 | 3                      | 2                      | 7                      | 2                      | 4                      | 1                      | 3                      | 1                      | 23                     | 3                      | - UK: 367,000 - US: 1,383,000   | - BPI: Platinum - ARIA: 3× Platinum - GLF: Platinum - IFPI DEN: Platinum - MC: 2× Platinum - RIAA: Platinum - RMNZ: Platinum                      | Take Me Home      |
| "Little Things"                                                                         | 2012 | 1                      | 9                      | 30                     | 20                     | 23                     | 2                      | —                      | 2                      | 27                     | 33                     | - UK: 1,250,000 - US: 1,138,000 | - BPI: 2× Platinum - ARIA: 4× Platinum - GLF: Platinum - MC: 2× Platinum - RIAA: Platinum - RMNZ: 2× Platinum                                     | Take Me Home      |
| "Kiss You"                                                                              | 2013 | 9                      | 13                     | 30                     | 30                     | 24                     | 7                      | 30                     | 13                     | 50                     | 46                     | - US: 959,000                   | - BPI: Platinum - ARIA: 2× Platinum - GLF: Platinum - IFPI DEN: Platinum - MC: 2× Platinum - RIAA: Gold - RMNZ: Platinum                          | Take Me Home      |
| "One Way or Another (Teenage Kicks)"                                                    | 2013 | 1                      | 3                      | 5                      | 9                      | 1                      | 1                      | 1                      | 3                      | 28                     | 13                     | - UK: 505,000                   | - BPI: Platinum - ARIA: 2× Platinum - BEA: Gold - IFPI DEN: Gold - GLF: Gold - MC: Platinum - RIAA: Gold - RMNZ: Platinum                         | Midnight Memories |
| "Best Song Ever"                                                                        | 2013 | 2                      | 4                      | 12                     | 2                      | 2                      | 2                      | 5                      | 3                      | 22                     | 2                      | - UK: 406,000 - US: 1,275,000   | - BPI: Platinum - ARIA: 3× Platinum - GLF: Gold - IFPI DEN: Platinum - MC: 2× Platinum - RIAA: Platinum - RMNZ: Platinum                          | Midnight Memories |
| "Story of My Life"                                                                      | 2013 | 2                      | 3                      | 3                      | 3                      | 1                      | 1                      | 3                      | 1                      | 8                      | 6                      | - UK: 1,430,000 - US: 2,860,000 | - BPI: 3× Platinum - ARIA: 4× Platinum - IFPI DEN: 2× Platinum - GLF: Gold - MC: 4× Platinum - RIAA: 3× Platinum - RMNZ: 3× Platinum              | Midnight Memories |
| "Midnight Memories"                                                                     | 2014 | 39                     | 45                     | 4                      | 35                     | 2                      | 3                      | 5                      | 3                      | —                      | 12                     |                                 | - BPI: Gold - ARIA: Gold - RMNZ: Platinum | Midnight Memories |
| "You & I"                                                                               | 2014 | 19                     | 23                     | 17                     | 78                     | 38                     | 7                      | 32                     | 22                     | 21                     | 68                     |                                 | - BPI: Gold - ARIA: Platinum - IFPI DEN: Platinum - RMNZ: Gold                                                                                    | Midnight Memories |
| "Steal My Girl"                                                                         | 2014 | 3                      | 9                      | 15                     | 16                     | 1                      | 3                      | 31                     | 9                      | 18                     | 13                     | - UK: 50,973                    | - BPI: 2× Platinum - ARIA: 3× Platinum - MC: Platinum - IFPI DEN: 2× Platinum - RMNZ: 2× Platinum - RIAA: Gold                                    | Four              |
| "Night Changes"                                                                         | 2014 | 6                      | 19                     | —                      | 20                     | 24                     | 4                      | 48                     | 11                     | 19                     | 31                     | - UK: 16,489 - US: 1,010,000    | - BPI: 2× Platinum - ARIA: 6× Platinum - MC: Platinum - IFPI DEN: Platinum - RMNZ: 3× Platinum - RIAA: Platinum                                   | Four              |
| "Drag Me Down"                                                                          | 2015 | 1                      | 1                      | 5                      | 4                      | 5                      | 1                      | 5                      | 1                      | 6                      | 3                      | - UK: 1,180,000 - US: 1,208,000 | - BPI: Platinum - ARIA: 5× Platinum - GLF: Platinum - IFPI DEN: Platinum - MC: 3× Platinum - RMNZ: 3× Platinum                                    | Made in the A.M.  |
| "Perfect"                                                                               | 2015 | 2                      | 4                      | 9                      | 13                     | 25                     | 1                      | 28                     | 7                      | 12                     | 10                     | - US: 817,000                   | - BPI: Platinum - ARIA: 3× Platinum - IFPI DEN: Platinum - MC: 2× Platinum - RMNZ: 2× Platinum                                                    | Made in the A.M.  |
| "History"                                                                               | 2015 | 6                      | 25                     | 44                     | 46                     | —                      | 8                      | 72                     | 14                     | 63                     | 65                     | - UK: 1,300,000                 | - BPI: 2× Platinum - ARIA: 2× Platinum - IFPI DEN: Gold - MC: Gold - RMNZ: 2× Platinum                                                            | Made in the A.M.  |
| "—" značí, že se nahrávka neumístila v hitparádách nebo v tomto území ani nebyla vydána |      |                        |                        |                        |                        |                        |                        |                        |                        |                        |                        |                                 | |                   |

### Jako vedlejší umělec
| "Heroes" (jako The X Factor Finalists 2010)                                             | 2010 | 1  | — | — | — | —  | 1  | — | — | —  | - UK: 144,000 |
| "Wishing on a Star" (The X Factor Finalists 2011 feat. JLS a One Direction)             | 2011 | 1  | — | — | — | —  | 1  | — | — | —  | - UK: 98,932  |
| "God Only Knows" (jako BBC Music and Friends)                                           | 2014 | 20 | — | — | — | —  | 77 | — | — | —  |               |
| "Do They Know It's Christmas?" (jako Band Aid 30)                                       | 2014 | 1  | 3 | 1 | 8 | 35 | 1  | 4 | 2 | 63 | - UK: 526,000 |
| "—" značí, že se nahrávka neumístila v hitparádách nebo v tomto území ani nebyla vydána |      |    |   |   |   |    |    |   |   |    |               |

### Promo singly
| Název                                                                                   | Rok  | Umístění v hitparádách | Umístění v hitparádách | Umístění v hitparádách | Umístění v hitparádách | Umístění v hitparádách | Umístění v hitparádách | Umístění v hitparádách | Umístění v hitparádách | Umístění v hitparádách | Umístění v hitparádách | Prodeje                  | Certifikace                                                    | Album             |
| Název                                                                                   | Rok  | UK                     | AUS                    | CAN                    | DEN                    | IRE                    | MEX Ing.               | NL                     | NZ                     | SWE                    | US                     | Prodeje                  | Certifikace                                                    | Album             |
| --------------------------------------------------------------------------------------- | ---- | ---------------------- | ---------------------- | ---------------------- | ---------------------- | ---------------------- | ---------------------- | ---------------------- | ---------------------- | ---------------------- | ---------------------- | ------------------------ | -------------------------------------------------------------- | ----------------- |
| "Diana"                                                                                 | 2013 | 58                     | —                      | 23                     | 1                      | 2                      | —                      | 3                      | 2                      | 55                     | 11                     |                          | - RMNZ: Gold                                                   | Midnight Memories |
| "Strong"                                                                                | 2013 | 48                     | —                      | 44                     | 3                      | 22                     | —                      | 4                      | 1                      | 58                     | 87                     |                          |                                                                | Midnight Memories |
| "Fireproof"                                                                             | 2014 | 92                     | —                      | —                      | —                      | —                      | —                      | —                      | —                      | —                      | —                      | - UK: 3,723              |                                                                | Four              |
| "Ready to Run"                                                                          | 2014 | 44                     | —                      | 60                     | 10                     | —                      | 46                     | —                      | 29                     | 58                     | 77                     | - UK: 3,387              |                                                                | Four              |
| "Where Do Broken Hearts Go"                                                             | 2014 | 47                     | —                      | 90                     | —                      | 69                     | 43                     | —                      | —                      | —                      | 88                     | - UK: 3,781 - US: 37,818 | - BPI: Silver                                                  | Four              |
| "18"                                                                                    | 2014 | 45                     | —                      | 84                     | —                      | 84                     | 41                     | —                      | —                      | 46                     | 87                     | - UK: 4,922 - US: 38,610 | - BPI: Gold - AMPROFON: Platinum - ARIA: Gold - RMNZ: Platinum | Four              |
| "Girl Almighty"                                                                         | 2014 | 65                     | —                      | —                      | —                      | —                      | 42                     | —                      | —                      | —                      | —                      | - UK: 3,149 - US: 21,703 |                                                                | Four              |
| "Fool's Gold"                                                                           | 2014 | 74                     | —                      | —                      | —                      | —                      | —                      | —                      | —                      | —                      | —                      | - UK: 3,551 - US: 18,645 |                                                                | Four              |
| "Infinity"                                                                              | 2015 | 36                     | 22                     | 40                     | —                      | 38                     | —                      | 59                     | 28                     | 42                     | 54                     | - AUS: 35,000            | - BPI: Silver - ARIA: Gold - RMNZ: Gold                        | Made in the A.M.  |
| "Home"                                                                                  | 2015 | 96                     | 48                     | 75                     | —                      | 84                     | —                      | —                      | —                      | —                      | 74                     |                          |                                                                | Perfect EP        |
| "End of the Day"                                                                        | 2015 | 73                     | 58                     | 67                     | —                      | 41                     | —                      | 96                     | —                      | 59                     | —                      |                          |                                                                | Made in the A.M.  |
| "Love You Goodbye"                                                                      | 2015 | 78                     | 75                     | 80                     | —                      | 45                     | —                      | —                      | —                      | 71                     | —                      |                          | - AMPROFON: Gold                                               | Made in the A.M.  |
| "What a Feeling"                                                                        | 2015 | 90                     | 77                     | —                      | —                      | 59                     | —                      | 94                     | —                      | 74                     | —                      |                          |                                                                | Made in the A.M.  |
| "—" značí, že se nahrávka neumístila v hitparádách nebo v tomto území ani nebyla vydána |      |                        |                        |                        |                        |                        |                        |                        |                        |                        |                        |                          |                                                                |                   |

## Další umístěné a certifikované písně
| Název                                                                                   | Rok  | Umístění v hitparádách | Umístění v hitparádách | Umístění v hitparádách | Umístění v hitparádách | Umístění v hitparádách | Umístění v hitparádách | Umístění v hitparádách | Umístění v hitparádách | Umístění v hitparádách | Umístění v hitparádách | Certifikace                                                     | Album             |
| Název                                                                                   | Rok  | UK                     | AUS                    | CAN                    | FRA                    | IRE                    | ITA                    | KOR                    | MEX                    | SWE                    | US                     | Certifikace                                                     | Album             |
| --------------------------------------------------------------------------------------- | ---- | ---------------------- | ---------------------- | ---------------------- | ---------------------- | ---------------------- | ---------------------- | ---------------------- | ---------------------- | ---------------------- | ---------------------- | --------------------------------------------------------------- | ----------------- |
| "Na Na Na"                                                                              | 2011 | —                      | 86                     | —                      | —                      | 27                     | —                      | 119                    | —                      | —                      | —                      | - ARIA: Gold                                                    | Up All Night      |
| "Another World"                                                                         | 2011 | 85                     | 66                     | —                      | —                      | —                      | —                      | 34                     | —                      | —                      | —                      |                                                                 | Up All Night      |
| "Moments"                                                                               | 2011 | 118                    | 60                     | 87                     | —                      | —                      | —                      | —                      | —                      | —                      | —                      | - ARIA: Gold                                                    | Up All Night      |
| "Stand Up"                                                                              | 2011 | —                      | 80                     | —                      | —                      | —                      | —                      | —                      | —                      | —                      | —                      |                                                                 | Up All Night      |
| "Up All Night"                                                                          | 2011 | —                      | —                      | —                      | —                      | —                      | —                      | 149                    | —                      | —                      | —                      |                                                                 | Up All Night      |
| "I Should Have Kissed You"                                                              | 2012 | 55                     | 71                     | —                      | —                      | —                      | —                      | —                      | —                      | —                      | —                      |                                                                 | Up All Night      |
| "Everything About You"                                                                  | 2012 | —                      | —                      | —                      | —                      | —                      | —                      | —                      | 41                     | —                      | —                      |                                                                 | Up All Night      |
| "Nobody Compares"                                                                       | 2012 | 174                    | —                      | 79                     | —                      | —                      | —                      | 198                    | —                      | —                      | —                      |                                                                 | Take Me Home      |
| "She's Not Afraid"                                                                      | 2012 | 171                    | —                      | 89                     | —                      | —                      | —                      | —                      | —                      | —                      | —                      |                                                                 | Take Me Home      |
| "Still the One"                                                                         | 2012 | 197                    | —                      | 97                     | —                      | —                      | —                      | —                      | —                      | —                      | —                      |                                                                 | Take Me Home      |
| "Heart Attack"                                                                          | 2012 | —                      | —                      | 100                    | —                      | —                      | —                      | 39                     | —                      | —                      | —                      |                                                                 | Take Me Home      |
| "Rock Me"                                                                               | 2012 | —                      | —                      | —                      | —                      | —                      | —                      | 122                    | —                      | —                      | 98                     | - BPI: Silver - AMPROFON: Gold - IFPI DEN: Gold                 | Take Me Home      |
| "They Don't Know About Us"                                                              | 2012 | —                      | —                      | —                      | —                      | —                      | —                      | 102                    | —                      | —                      | —                      | - BPI: Silver - GLF: Gold - IFPI DEN: Platinum - RMNZ: Platinum | Take Me Home      |
| "Last First Kiss"                                                                       | 2012 | —                      | —                      | —                      | —                      | —                      | —                      | 5                      | —                      | —                      | —                      |                                                                 | Take Me Home      |
| "Loved You First"                                                                       | 2012 | —                      | —                      | —                      | —                      | —                      | —                      | 36                     | —                      | —                      | —                      |                                                                 | Take Me Home      |
| "I Would"                                                                               | 2012 | —                      | —                      | —                      | —                      | —                      | —                      | 126                    | —                      | —                      | —                      |                                                                 | Take Me Home      |
| "C'mon, C'mon"                                                                          | 2012 | —                      | —                      | —                      | —                      | —                      | —                      | 107                    | —                      | —                      | —                      |                                                                 | Take Me Home      |
| "Back for You"                                                                          | 2012 | —                      | —                      | —                      | —                      | —                      | —                      | 116                    | —                      | —                      | —                      |                                                                 | Take Me Home      |
| "Summer Love"                                                                           | 2012 | —                      | —                      | —                      | —                      | —                      | —                      | 131                    | —                      | —                      | —                      |                                                                 | Take Me Home      |
| "Change My Mind"                                                                        | 2012 | —                      | —                      | —                      | —                      | —                      | —                      | 134                    | —                      | —                      | —                      |                                                                 | Take Me Home      |
| "Over Again"                                                                            | 2012 | —                      | —                      | —                      | —                      | —                      | —                      | 139                    | —                      | —                      | —                      |                                                                 | Take Me Home      |
| "Don't Forget Where You Belong"                                                         | 2013 | 21                     | —                      | —                      | —                      | 50                     | 51                     | 90                     | —                      | —                      | —                      | - RMNZ: Gold                                                    | Midnight Memories |
| "Half a Heart"                                                                          | 2013 | 108                    | —                      | —                      | —                      | 82                     | —                      | —                      | —                      | —                      | —                      | - RMNZ: Gold                                                    | Midnight Memories |
| "Alive"                                                                                 | 2013 | 150                    | —                      | —                      | —                      | —                      | —                      | —                      | —                      | —                      | —                      |                                                                 | Midnight Memories |
| "Better Than Words"                                                                     | 2013 | 185                    | —                      | —                      | —                      | —                      | —                      | 195                    | —                      | —                      | —                      |                                                                 | Midnight Memories |
| "Does He Know?"                                                                         | 2013 | 130                    | —                      | —                      | —                      | —                      | —                      | —                      | —                      | —                      | —                      |                                                                 | Midnight Memories |
| "Happily"                                                                               | 2013 | 120                    | —                      | —                      | —                      | —                      | —                      | 86                     | —                      | 35                     | —                      |                                                                 | Midnight Memories |
| "Little Black Dress"                                                                    | 2013 | 177                    | —                      | —                      | —                      | —                      | —                      | —                      | —                      | —                      | —                      |                                                                 | Midnight Memories |
| "Little White Lies"                                                                     | 2013 | 149                    | —                      | —                      | —                      | —                      | —                      | 200                    | —                      | —                      | —                      |                                                                 | Midnight Memories |
| "Right Now"                                                                             | 2013 | 173                    | —                      | —                      | —                      | —                      | —                      | 186                    | —                      | —                      | —                      | - BPI: Silver                                                   | Midnight Memories |
| "Through the Dark"                                                                      | 2013 | 175                    | —                      | —                      | —                      | —                      | —                      | —                      | —                      | —                      | —                      |                                                                 | Midnight Memories |
| "Why Don't We Go There"                                                                 | 2013 | 156                    | —                      | —                      | —                      | —                      | —                      | —                      | —                      | —                      | —                      |                                                                 | Midnight Memories |
| "Stockholm Syndrome"                                                                    | 2014 | 107                    | —                      | —                      | —                      | —                      | —                      | —                      | —                      | 31                     | 99                     |                                                                 | Four              |
| "Change Your Ticket"                                                                    | 2014 | 149                    | —                      | —                      | —                      | —                      | —                      | 50                     | —                      | —                      | —                      |                                                                 | Four              |
| "Clouds"                                                                                | 2014 | 183                    | —                      | —                      | —                      | —                      | —                      | —                      | —                      | —                      | —                      |                                                                 | Four              |
| "Illusion"                                                                              | 2014 | 181                    | —                      | —                      | —                      | —                      | —                      | —                      | —                      | —                      | —                      |                                                                 | Four              |
| "No Control"                                                                            | 2014 | 135                    | —                      | —                      | —                      | —                      | —                      | —                      | —                      | —                      | —                      | - BPI: Silver - AMPROFON: Gold - RMNZ: Gold                     | Four              |
| "Once in a Lifetime"                                                                    | 2014 | 170                    | —                      | —                      | —                      | —                      | —                      | —                      | —                      | —                      | —                      |                                                                 | Four              |
| "Spaces"                                                                                | 2014 | 160                    | —                      | —                      | —                      | —                      | —                      | —                      | —                      | —                      | —                      |                                                                 | Four              |
| "Act My Age"                                                                            | 2014 | 140                    | —                      | —                      | —                      | —                      | —                      | —                      | —                      | —                      | —                      |                                                                 | Four              |
| "If I Could Fly"                                                                        | 2015 | 79                     | —                      | 70                     | 146                    | 53                     | 26                     | —                      | —                      | 58                     | 83                     | - BPI: Silver - AMPROFON: Gold - FIMI: Gold - RMNZ: Gold        | Made in the A.M.  |
| "Olivia"                                                                                | 2015 | 72                     | —                      | 84                     | —                      | 55                     | —                      | —                      | —                      | 76                     | 87                     | - BPI: Silver - RMNZ: Gold                                      | Made in the A.M.  |
| "A.M."                                                                                  | 2015 | 83                     | —                      | 81                     | 185                    | 62                     | 38                     | —                      | —                      | 78                     | 94                     | - AMPROFON: Gold                                                | Made in the A.M.  |
| "Never Enough"                                                                          | 2015 | 89                     | —                      | 100                    | —                      | 65                     | 49                     | —                      | —                      | 89                     | 100                    |                                                                 | Made in the A.M.  |
| "Temporary Fix"                                                                         | 2015 | 86                     | —                      | —                      | —                      | 69                     | —                      | —                      | —                      | 96                     | 96                     |                                                                 | Made in the A.M.  |
| "Hey Angel"                                                                             | 2015 | 96                     | —                      | 98                     | —                      | 76                     | 48                     | —                      | —                      | 99                     | —                      |                                                                 | Made in the A.M.  |
| "I Want to Write You a Song"                                                            | 2015 | 103                    | —                      | 97                     | —                      | 77                     | —                      | —                      | —                      | 94                     | —                      |                                                                 | Made in the A.M.  |
| "Wolves"                                                                                | 2015 | 99                     | —                      | —                      | —                      | 78                     | —                      | —                      | —                      | —                      | —                      |                                                                 | Made in the A.M.  |
| "Walking in the Wind"                                                                   | 2015 | 104                    | —                      | —                      | —                      | 79                     | —                      | —                      | —                      | —                      | —                      |                                                                 | Made in the A.M.  |
| "Long Way Down"                                                                         | 2015 | 106                    | —                      | —                      | —                      | 99                     | —                      | —                      | —                      | —                      | —                      |                                                                 | Made in the A.M.  |
| "—" značí, že se nahrávka neumístila v hitparádách nebo v tomto území ani nebyla vydána |      |                        |                        |                        |                        |                        |                        |                        |                        |                        |                        |                                                                 |                   |

## Videoklipy
| Název                                | Rok  | Režisér                               | Reference |
| ------------------------------------ | ---- | ------------------------------------- | --------- |
| "What Makes You Beautiful"           | 2011 | John Urbano                           | [ 88 ]    |
| "Gotta Be You"                       | 2011 | John Urbano                           | [ 88 ]    |
| "One Thing"                          | 2012 | Declan Whitebloom                     | [ 89 ]    |
| "More than This"                     | 2012 | Andy Saunders                         | [ 90 ]    |
| "Live While We're Young"             | 2012 | Vaughan Arnell                        | [ 91 ]    |
| "Little Things"                      | 2012 | Vaughan Arnell                        | [ 91 ]    |
| "Kiss You"                           | 2013 | Vaughan Arnell                        | [ 91 ]    |
| "One Way or Another (Teenage Kicks)" | 2013 | One Direction                         | [ 92 ]    |
| "Best Song Ever"                     | 2013 | Ben Winston                           | [ 93 ]    |
| "Story of My Life"                   | 2013 | Ben Winston                           | [ 93 ]    |
| "Midnight Memories"                  | 2014 | Ben Winston                           | [ 93 ]    |
| "You & I"                            | 2014 | Ben Winston                           | [ 93 ]    |
| "Steal My Girl"                      | 2014 | Ben Turner Gabe Turner                | [ 94 ]    |
| "Night Changes"                      | 2014 | Ben Winston                           | [ 93 ]    |
| "Drag Me Down"                       | 2015 | Ben Turner Gabe Turner                | [ 95 ]    |
| "Perfect"                            | 2015 | Sophie Muller                         | [ 96 ]    |
| "History"                            | 2016 | Ben Winston Calvin Aurand Gabe Turner | [ 97 ]    |

| Název                                                                       | Rok  | Režisér |
| --------------------------------------------------------------------------- | ---- | ------- |
| "Heroes" (jako The X Factor Finalists 2010)                                 | 2010 | neznámé |
| "Wishing on a Star" (The X Factor Finalists 2011 feat. JLS a One Direction) | 2011 | neznámé |
| "God Only Knows" (jako BBC Music and Friends)                               | 2014 | neznámé |
| "Do They Know it's Christmas?" (jako Band Aid 30)                           | 2014 | neznámé |